# Pyrgotis
Pyrgotis is een geslacht van vlinders van de familie bladrollers (Tortricidae), uit de onderfamilie Tortricinae.

## Soorten
- P. arcuata (Philpott, 1915)
- P. eudorana Meyrick, 1885
- P. humilis Philpott, 1930
- P. plagiatana (Walker, 1863)
- P. pyramidias Meyrick, 1901